# Masterpiece (bài hát của Basshunter)
Masterpiece là một đĩa đơn của DJ, nhạc sĩ người Thụy Điển, Basshunter. Masterpiece được phát hành vào ngày 19 tháng 10 năm 2018 bởi PowerHouse, Extensive Music LJT, Ultra Records và Warner Music Sweden. Nó đáng chú ý vì bao gồm âm thanh trong trò chơi Liên minh huyền thoại.

## Nền và bản phát hành
Basshunter thông báo vào ngày 3 tháng 1 năm 2018 rằng một đĩa đơn mới sẽ sớm được phát hành. Bốn ngày sau, anh xuất bản một đoạn của bài hát được phát trong studio. Vào tháng 6 và tháng 7, trong các cuộc phỏng vấn cho Westmeath Independent và The Overtake, Basshunter tiết lộ rằng đĩa đơn sẽ có tên là "Masterpiece". Basshunter thông báo vào ngày 3 tháng 10 rằng đĩa đơn sẽ được phát hành bởi Ultra Records vào ngày 19 tháng 10 năm 2018. Một đoạn giới thiệu cho bài hát đã được xuất bản vào ngày 11 tháng 10 năm 2018.